# 饶鑫贤
饶鑫贤（1923年—2003年），别名辛咸，男，湖南沅江人，中国法律思想史学家，曾任北京大学教授、博士生导师。